# Sandro Giacomelli
Sandro Giacomelli (Empoli, 1º dicembre 1970) è un ex ciclista su strada italiano.

## Carriera
Passato professionista con l'Amore & Vita corse con questa formazione per la maggior parte della sua carriera partecipando anche, in una occasione, al Giro d'Italia, nel 1997, concludendolo.
Proprio nel 1997 sfiorò il successo in diverse occasioni senza però riuscire a centrare l'obiettivo pieno: in particolare finì al secondo posto la seconda tappa del Giro di Sardegna, che da Alghero si concludeva ad Olbia, dietro il forte velocista ceco Ján Svorada, ed identico piazzamento ottenne alla Volta a Portugal preceduto sull'arrivo di Cantanhede dal connazionale Simone Zucchi; in quella stagione concluse anche al nono posto la Tre Valli Varesine ed al settimo la Coppa Agostoni.
Nel 1998 non prese parte al Giro d'Italia e la sua stagione fu incentrata sulle "classiche" estive del panorama italiano raggiungendo in diverse occasioni i vertici degli ordini d'arrivo di gare quali Gran Premio di Prato, Coppa Placci, Coppa Sabatini, Giro del Lazio e Giro dell'Emilia.
Nel 1999 passò alla Vini Caldirola, formazione di maggiore importanza internazionale; con questa nuova squadre partecipò al Tour de Suisse accompagnando ed aiutando il suo capitano Francesco Casagrande alla vittoria finale della competizione.
Nel 2000 colse il terzo posto al Criterium d'Abruzzo ma fu il suo ultimo risultato degno di nota; da quel momento non riuscì più ad ottenere piazzamenti apprezzabili e decise di ritirarsi.

## Palmarès
- 1994 (Dilettanti, una vittoria)

Nastro d'Oro

## Piazzamenti

### Grandi giri
- Giro d'Italia

1997: 108º

### Classiche monumento
- Giro di Lombardia

2000: 29º